# Орден заслуга (ЦАР)
Национални орден заслуга (фр. Ordre du Mérite centrafricain) је основао 20. јуна 1959. године председник Давид Дако у циљу награђивања домаћих и иностраних грађана за заслуге, цивилне или војне, за Републику, као и за достигнућа у области хуманитарних активности, привреде и социјалног напретка. Измене и допуне су извршене 1959, 1961, 1965, 1977, 1979. и 1984. У периоду царства (1976–1979) назив му је био измењен у Империјални орден за заслуге. До 1961. имао је четири степена (Велики крст, Командир, Официр и Витез), а потом је реорганизован у пет степени по моделу Легије части: Велики крст; Велики официр; Командир; Официр и Витез. Ланац Ордена постоји у само једном примерку, и привилегија је председника Републике. У хијерархији централноафричких ордена заузима 1. место.

## Опис ордена
Орденски знак: позлаћени малтешки крст са гранулама на врховима, обострано емајлиран бело, са црном бордуром од емајла. У надвишењу је зелено емајлирани позлаћени ловоров венац, а између кракова крста такође позлаћени ловоров венац зелених листова и црвених плодова. У центру крста је кружни медаљон, у аверсу и реверсу емајлиран црно и оперважен прстеном од светлоплавог емајла; у аверсу медаљон носи позлаћену рељефну петокраку звезду, а у реверсу натпис MERITE CENTRAFRICAINE 1959 (Централноафричке заслуге, 1959). Орденски знак се носи о траци са розетом на левој страни груди; трака је црвена и има са десне (хералдичке) стране две пруге (плава и бела) близу ивица, а са друге (хералдички леве) стране исте такве пруге, али зелене и жуте боје. Звезда: орденска звезда је истог описа као аверс орденског знака, без надвишења, а ловоров венац између кракова крста замењен је позлаћеним малтешким зрацима. Звезда се носи на десној страни груди.
| Орденске траке | Орденске траке | Орденске траке | Орденске траке | Орденске траке |
| -------------- | -------------- | -------------- | -------------- | -------------- |
| Велики крст    | Велики официр  | Командир       | Официр         | Витез          |

## Познати носиоци
- Драгослав Марковић